# Supercoppa italiana 2007 (hockey su pista)
La Supercoppa italiana 2007 è stata la 3ª edizione dell'omonima competizione italiana di hockey su pista. Il torneo ha avuto luogo presso la Pista Armeni di Follonica il 22 settembre 2007.
Il trofeo è stato conquistato dal Bassano 54 per la prima volta nella sua storia.

## Squadre partecipanti
| Club       | Qualificazione                                | Partecipazioni precedenti (il grassetto indica la vittoria) |
| ---------- | --------------------------------------------- | ----------------------------------------------------------- |
| Follonica  | Vincitore della Serie A1 e della Coppa Italia | 2005, 2006                                                  |
| Bassano 54 | Finalista della Coppa Italia                  | 2005                                                        |

## Risultati
| Follonica 22 settembre 2007 | Follonica | 5 – 6 (d.t.s.)                                                                    | Bassano 54 | Pista Armeni |
| \| \| \| \| \| Ale. Michielon 2'34" E. Mariotti 23'42" 41'32" 48'18" M. Bertolucci 29'02" \| Marcatori \| 9'17" V. Antezza 14'17" A. Orlandi 26'38" 48'50" 51'17"S. Silva 40'26" R. Pereira \| |           |                                                                                   |            |              |
| |           |                                                                                   |            |              |
| Ale. Michielon 2'34" E. Mariotti 23'42" 41'32" 48'18" M. Bertolucci 29'02" | Marcatori | 9'17" V. Antezza 14'17" A. Orlandi 26'38" 48'50" 51'17"S. Silva 40'26" R. Pereira |            |              |

| Follonica        |  |                       |
|                  |  |                       |
| E                |  | Alessandro Bertolucci |
| E                |  | Mirko Bertolucci      |
| E                |  | Enrico Mariotti       |
| E                |  | Alessandro Michielon  |
| P                |  | Andrea Tosi           |
| E                |  | Marco Pagnini         |
| E                |  | Marc Pallarès         |
| Allenatore:      |  |                       |
| Massimo Mariotti |  |                       |

| Bassano 54          |  |                     |
|                     |  |                     |
| E                   |  | Valerio Antezza     |
| P                   |  | Massimo Cunegatti   |
| E                   |  | Ricardo Pereira     |
| E                   |  | Dario Rigo          |
| E                   |  | Sérgio Silva        |
| E                   |  | Pierluigi Bresciani |
| P                   |  | Filippo Nicoli      |
| E                   |  | Alberto Orlandi     |
| E                   |  | Michele Panizza     |
| Allenatore:         |  |                     |
| Pierluigi Bresciani |  |                     |